# Bothmerstraße 11/13 (München)

Haus Bothmerstraße 13 und 11 in München-Neuhausen

Das Haus Bothmerstraße 11/13 ist ein denkmalgeschütztes Mietshaus im Münchner Stadtteil Neuhausen.
Das dreigeschossige Haus wurde um 1900 im Stil der deutschen Renaissance errichtet. Der Eckturm wird von einer Haube mit Dachknauf bekrönt. Die Umrandungen der rundbogigen Fenster im Erdgeschoss sind aufwändig gestaltet.
An der Fassade ist die Inschrift Pappen Friedrich Römer Papier angebracht.